# Chersotis andreae
Chersotis andreae är en fjärilsart som beskrevs av Claude Dufay 1973. Chersotis andreae ingår i släktet Chersotis och familjen nattflyn. Inga underarter finns listade i Catalogue of Life.